# Cyphostemma congoense
Cyphostemma congoense là một loài thực vật hai lá mầm trong họ Nho. Loài này được (auct.) Desc. miêu tả khoa học đầu tiên năm 1967.